# Kaliningradská jaderná elektrárna
Kaliningradská jaderná elektrárna, někdy Baltická jaderná elektrárna (rusky Калининградская атомная электростанция nebo rusky Балтийская атомная электростанция), je nedokončená jaderná elektrárna nacházející se 13 kilometrů jižně od Němanu v ruské Kaliningradské oblasti. 

## Historie a technické informace

### Počátky

#### Projekt KWU
První záminky na výstavbu jaderné elektrárny v Kaliningradské oblasti vznikly již v roce 1973 v souvislosti s nedostatkem elektrické energie v Západním Berlíně. Západoněmecká firma Kraftwerk Union (KWU) nabídla sovětské vládě výrobu elektřiny pro export do Západního Berlína a NSR výměnou za dodávku potřebného zařízení vyrobeného v Západním Německu. Odhadované náklady byly 1,5 miliardy amerických dolarů s tím, že by elektrárna mohla být uvedena do provozu již v roce 1980. Zvažovala se možnost poskytnout Sovětskému svazu účelovou půjčku na výstavbu jaderné elektrárny v Kaliningradu s částečnou úhradou dodávek energie. Výkon projektované elektrárny byl 1250 MW a přenosové vedení 380 kV do NSR mělo vést přes NDR. Projekt nebyl nikdy realizován, vzhledem k neshodám o cenách dodávané energie a nákladů na reaktor. Další problém byl vnější politický tlak.

#### Projekt VVER-1200
Záminky na výstavbu elektrárny v 21. století byly podpořeny hlavně skutečností, že Pobaltí nemá žádný velký energetický zdroj, který by dokázal pokrýt stále se zvyšující energetické nároky. Má taky nahradit několik uhelných elektráren a jadernou elektrárnu Ignalina. O výstavbě bylo rozhodnuto v dubnu 2008 a první beton byl do základů vlit o dva roky později. Elektrárna měla obsahovat dva jaderné reaktory VVER-1200/491.
Výstavba prvního bloku započala 22. února 2012. Jedná se o čtyřsmyčkový tlakovodní reaktor VVER-1200/491 o hrubém výkonu 1194 MW a čistém výkonu po odečtení vlastních potřeb bloku 1109 MW. Připojení k síti mělo proběhnout v roce 2018.
Výstavba druhého bloku měla započít v roce 2013. Mělo se jednat o čtyřsmyčkový tlakovodní reaktor VVER-1200/491. Hrubý i čistý výkon měly zůstat stejné jako u prvního bloku. Připojení k síti mělo proběhnout v roce 2019.

### Zastavení projektu
V květnu 2013 však Rosatom oznámil, že plány elektrárny přezkoumá a případně bude hledat alternativní koncepce s menšími reaktory. Do úvahy přišly reaktory VVER-640, které by bylo možné implementovat do existujícího projektu a zachovat tak infrastrukturu dosavadních staveb.
V roce 2020 byla podepsána dohoda o vypracování projektu konzervace vybudovaných objektů. Veškeré konzervační práce mají být dokončeny v roce 2024, náklady na práce se odhadují na 3 miliardy rublů.

## Informace o reaktorech
| Reaktor       | Typ reaktorů  | Výkon   | Výkon   | Zahájení stavby | Připojení k síti                        | Uvedení do provozu                      | Uzavření                                |
| Reaktor       | Typ reaktorů  | Čistý   | Hrubý   | Zahájení stavby | Připojení k síti                        | Uvedení do provozu                      | Uzavření                                |
| ------------- | ------------- | ------- | ------- | --------------- | --------------------------------------- | --------------------------------------- | --------------------------------------- |
| Kaliningrad-1 | VVER-1200/491 | 1109 MW | 1194 MW | 22. 2. 2012     | Výstavba zastavena 28. září 2018        | Výstavba zastavena 28. září 2018        | Výstavba zastavena 28. září 2018        |
| Kaliningrad-2 | VVER-1200/491 | 1109 MW | 1194 MW |                 | Přípravné práce zastaveny 28. září 2018 | Přípravné práce zastaveny 28. září 2018 | Přípravné práce zastaveny 28. září 2018 |